# Owen Carron
Owen Gerard Carron (né le 9 février 1953) est un activiste républicain irlandais, qui est député de Fermanagh et de Tyrone du Sud de 1981 à 1983. 

## Biographie
Carron est né à Enniskillen, dans le comté de Fermanagh. Il obtient son diplôme d'enseignant dans les années 1970. Il est le neveu du défunt politicien du Parti nationaliste John Carron . 
Il s'est impliqué auprès des républicains irlandais à la fin des années 1970 par le biais du comité Fermanagh Anti H-Block . 
Carron est l'agent électoral de Bobby Sands pour les élections partielles de l'Élection partielle de Fermanagh and South Tyrone d'avril 1981. Sands, un prisonnier républicain en grève de la faim, remporte les élections, mais est décédé peu après. Les changements dans la loi électorale avec l'adoption de la Loi de 1981 sur la représentation des personnes a rendu impossible de proposer un autre prisonnier. 
Il est élu lors de l'élection partielle d'août avec une majorité accrue mais avec moins de votes, devenant le plus jeune député de l'époque. Comme la plupart des autres républicains irlandais élus au Parlement britannique, il ne siège pas. Il n'a jamais caché son soutien au Sinn Féin ; la confirmation en est venue lorsqu'il est élu à l'Assemblée d'Irlande du Nord en octobre 1982 en tant que candidat du Sinn Féin. Lors des élections générales de 1983, il se présente de nouveau, officiellement cette fois pour le Sinn Féin, mais en raison de la nomination d'un candidat par le Parti social-démocrate et travailliste, le vote nationaliste dans la circonscription est sérieusement divisé, et Carron perd le siège au profit de Ken Maginnis du parti unioniste d'Ulster . 
Carron et Danny Morrison sont arrêtés le 21 janvier 1982 alors qu'ils tentent d'entrer illégalement aux États-Unis depuis le Canada en voiture. Il est expulsé et plus tard, les deux hommes sont  reconnus coupables d'avoir fait de fausses déclarations aux agents de l'immigration américains . 
En 1986, un fusil AK-47 est trouvé dans une voiture dans laquelle Carron voyageait. Il est inculpé, mais a été libéré sous caution pour se présenter à l'élection partielle de Fermanagh et de Tyrone du Sud en 1986. Il perd les élections, a abandonné sa caution et déménagé dans le comté de Leitrim en république d'Irlande. Il est arrêté en 1988 dans la République et détenu pendant deux ans et demi pendant les procédures d'extradition engagées par le gouvernement britannique. Ces procédures ont échoué lorsqu'il a été constaté par la Cour suprême d'Irlande que la possession d'un fusil automatique constituait une « infraction politique », interdisant ainsi son extradition en vertu du droit irlandais. Après la libération de Carron, il travaille comme maître d'oeuvre avant de retourner à l'enseignement en 1995, et est devenu plus tard le directeur de l'école nationale de Carrigallen. 
En 2002, son nom aurait été soumis au gouvernement britannique par le Sinn Féin sur une liste de membres de l'IRA qui devaient bénéficier d'amnisties. 
Il est directeur de campagne du conseiller Martin Kenny, le candidat du Sinn Féin dans la circonscription de Roscommon – South Leitrim lors des élections générales irlandaises de 2007 . 